# 제미니아노 몬타나리

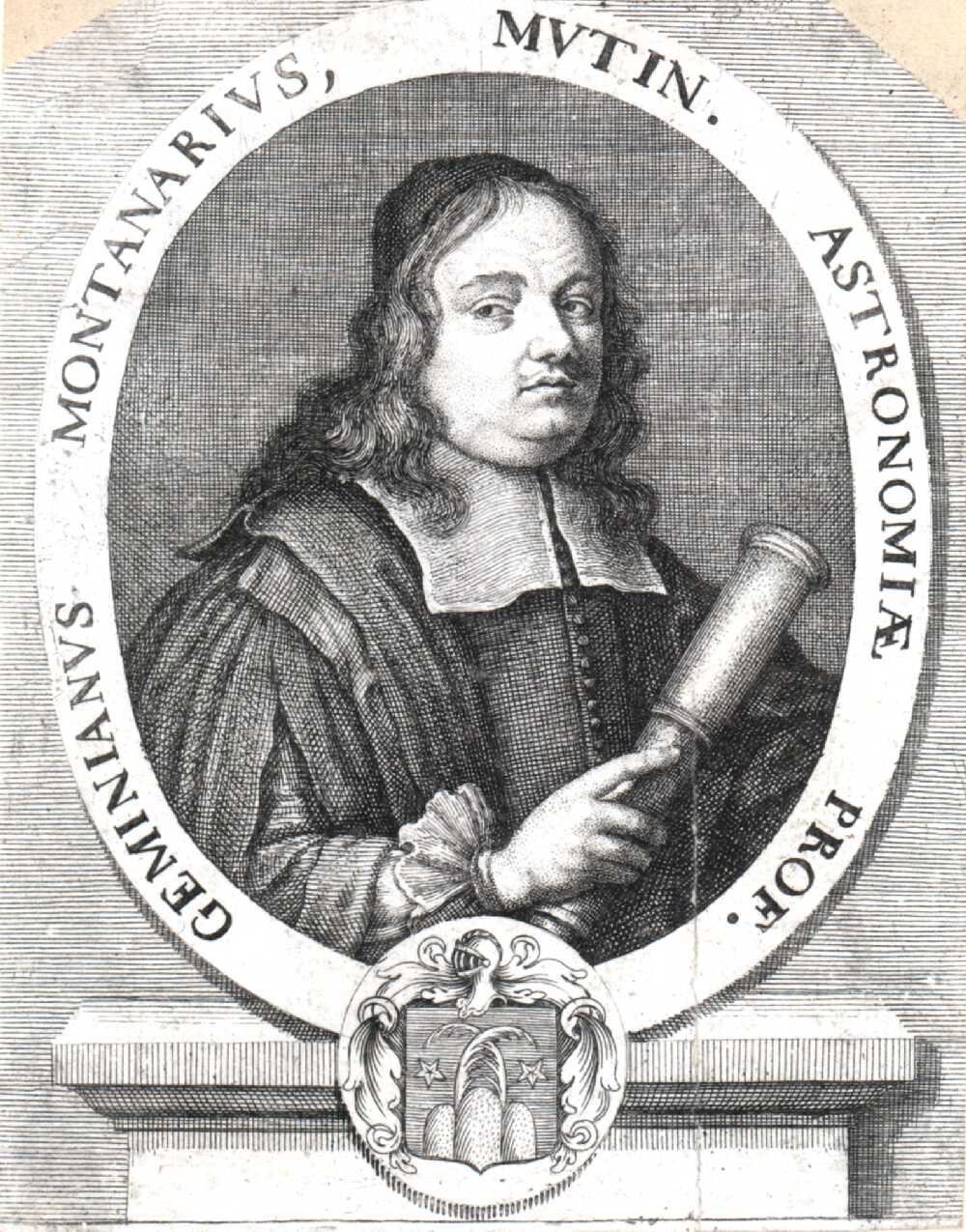
제미니아노 몬타나리

제미니아노 몬타나리(이탈리아어: Geminiano Montanari, (1633년 6월 1일 – 1687년 10월 13일)은 이탈리아의 천문학자, 렌즈 제작자이다. 모데나 출신으로, 과학에 실험적 접근을 한 선구자로 평가받는다.